# Nephodia aerinaria
Nephodia aerinaria là một loài bướm đêm trong họ Geometridae.